# Jugoslawizm
Jugoslawizm (ruch jugosłowiański) – ruch kulturalno-polityczny istniejący od XIX wieku, mający na celu zjednoczenie Słowian południowych.

## Jugoslawizm przed I wojną światową
Koncepcja zjednoczenia Słowian południowych – początkowo na gruncie językowym i kulturalnym, a następnie także politycznym, a nawet religijnym – pojawiła się w hasłach ruchu iliryjskiego. Ruch ten rozkwitł w latach 30. i 40. XIX wieku, głównie w Chorwacji. Jego przedstawiciele, m.in. Ljudevit Gaj, głosili, iż Chorwaci, Serbowie oraz inne etniczne grupy południowosłowiańskie to odłamy jednego narodu iliryjskiego. Z kolei w 1844 roku minister spraw wewnętrznych Serbii Ilija Garašanin ogłosił dokument Načertanije, zawierający koncepcję zjednoczenia narodów południowosłowiańskich wokół księstwa serbskiego. Ruch iliryjski wygasł w połowie XIX wieku, w okresie reakcji po Wiośnie Ludów. Pozostawił jednak po sobie spuściznę w postaci zrębów wspólnego języka literackiego Serbów i Chorwatów.
W latach 60. XIX wieku hasło jugoslawizmu podnieśli chorwaccy działacze narodowi, biskup Josip Juraj Strossmayer oraz jego współpracownik Franjo Rački, współzałożyciele chorwackiej Partii Narodowej. Franjo Rački w 1860 roku opublikował koncepcję programową ruchu w założonym właśnie czasopiśmie „Pozor”. W sferze językowej pomocne miały być wspólne badania nad językami południowosłowiańskimi. Na polu kultury miała działać Akademia Południowosłowiańska, której oddziały miały znaleźć się na całym obszarze serbsko-chorwacko-słoweńskim (Jugosłowiańska Akademia Nauki i Sztuki powstała w Zagrzebiu w 1867 roku). Rački i Strossmayer planowali także doprowadzenie do zbliżenia religijnego poprzez wprowadzenie liturgii starosłowiańskiej do kościołów katolickich na Bałkanach. Te wszystkie działania miały pierwotnie zaowocować zjednoczeniem etnicznym Słowian południowych. W latach 70. XIX wieku z tej idei zrezygnowano, zastępując ją koncepcją federacji narodów. Celem ostatecznym miało być niezależne państwo; sytuacja polityczna nie pozwalała jednak na jego ogłaszanie, stąd głoszono ideę federacji pod berłem Habsburgów.
W 1866 roku Strossmayer nawiązał bliską współpracę z Garašaninem, a także innymi serbskimi politykami. W praktyce jednak ruch nie znalazł wówczas szerszego grona poważnych partnerów poza Chorwacją. Konkurencją dla jugoslawizmu były rodzące się w tym okresie silne ruchy nacjonalistyczne, sprzeczne interesy Serbów i Chorwatów (m.in. na tle Bośni i Hercegowiny), ich wzajemne uprzedzenia (w tym religijne) i konkurencja o przewodnictwo wśród Słowian południowych, a także interesy mocarstw (głównie Austro-Węgier i Rosji). Zbliżenie Austro-Węgier i Serbii pod koniec lat 70. XIX w. całkowicie zahamowało ruch.
Jednak niezadowolenie z położenia politycznego Chorwacji, brak widoków na jego poprawę dzięki działaniom rządów w Wiedniu czy Budapeszcie spowodował, że z czasem coraz częściej działacze polityczni Chorwacji zwracali swoją uwagę ku Serbii, widząc szansę we współpracy. W ten sposób odradzał się jugoslawizm, szczególnie na początku XX w. i wobec sporów między Serbią i Austro-Węgrami.

## I wojna światowa i powstanie państwa jugosłowiańskiego
Prawdziwy impuls do przekucia idei jugosłowiańskiej w praktykę dała I wojna światowa. Początkowo przedstawiciele narodów jugosłowiańskich stanęli po przeciwnych stronach frontu (liczni politycy chorwaccy i słoweńscy początkowo demonstrowali lojalność wobec Wiednia walczącego z Serbią). Jednak od samego początku część polityków chorwackich i słoweńskich szukała na emigracji poparcia dla idei jugosłowiańskiej. Istotnym impulsem dla elit politycznych tych narodów stała się też – wobec możliwej porażki państw centralnych – groźba utraty dużych obszarów zamieszkanych przez nie na rzecz należących do Ententy Włoch. Powołanie wspólnego państwa z również stojącą po stronie Ententy Serbią miało dać szansę uniknięcia zbyt dużych strat.
20 czerwca 1917 roku doszło do ogłoszenia na wyspie Korfu wspólnej deklaracji działającego tam rządu serbskiego na uchodźstwie oraz delegacji Komitetu Jugosłowiańskiego z Londynu, zrzeszającego od 1915 roku polityków południowosłowiańskich z terenu Austro-Węgier, kierowanego przez Ante Trumbicia. Ogłoszono, że wspólnym celem jest utworzenie niezależnego królestwa południowych Słowian pod berłem serbskiej dynastii Karadziordziewiczów. W ostatnich tygodniach wojny w Zagrzebiu powstała Rada Narodowa Słoweńców, Chorwatów i Serbów – wspólny organ polityczny przedstawicieli tych narodów z obszaru Austro-Węgier. 30 października 1918 r. Rada zadeklarowała powstanie Państwa Słoweńców, Chorwatów i Serbów i wysłała delegację do rokowań z rządem serbskim.
W toku rokowań ujawniły się różnice co do wizji charakteru państwa. Serbowie promowali koncepcję centralistyczną, unitarną, natomiast przedstawiciele Chorwatów i Słoweńców pragnęli, aby przyszła Jugosławia miała charakter federalistyczny. Jednak w końcu listopada zagrzebska Rada, wobec postępów wojsk włoskich ogłosiła zjednoczenie z Serbią i Czarnogórą – 1 grudnia 1918 roku w Belgradzie proklamowano powstanie Królestwa Serbów, Chorwatów i Słoweńców. Jedyną siłą polityczną w Chorwacji przeciwną temu zjednoczeniu była Chorwacka Partia Chłopska.

## Jugosławia i jej upadek
Powołane w 1918 roku państwo miało charakter centralistyczny. W 1921 uchwalono nową konstytucję, która ten trend podkreśliła. Spotęgowało to konflikt między Serbami i Chorwatami; wśród tych ostatnich coraz silniejszą pozycję zaczęła zdobywać przeciwna zjednoczeniu Chorwacka Partia Chłopska. W 1928 w wyniku zamachu zmarł jej przywódca, Stjepan Radić, a król Aleksander I w kolejnym roku zaprowadził dyktaturę i przekreślił wszelkie nadzieje na urzeczywistnienie koncepcji federalistycznej. Jednocześnie nazwa państwa została zmieniona na Królestwo Jugosławii.
Te wydarzenia spowodowały powstanie tajnej chorwackiej organizacji nacjonalistycznej ustaszy, pod przywództwem Ante Pavelicia. Stawiała sobie za cel wyzwolenie Chorwacji spod rządów Belgradu, prowadziła działalność terrorystyczną (m.in. w 1934 roku jej przedstawiciel zabił króla Aleksandra I). Nie miała ona wówczas co prawda szerokiego poparcia społecznego, jednak wybuch II wojny światowej pozwolił jej na nawiązanie kontaktów z III Rzeszą, dla której stanowili cennych sojuszników. Jednocześnie, wobec rosnącego niebezpieczeństwa, w 1939 roku doszło do porozumienia między politykami serbskimi i chorwackimi – powstała Banowina Chorwacji o dość szerokiej autonomii, a jeden z chorwackich polityków, Vladko Maček, został wicepremierem.
Upadek Jugosławii w 1941 roku zaowocował powstaniem Niepodległego Państwa Chorwackiego pod rządami ustaszy, państwa wasalnego III Rzeszy. Upadek tej ostatniej i kompromitacja ruchu ustaszy kolaboracją z nazistami spowodowały odrodzenie Jugosławii w 1945 roku. Początkowo także pojawiła się idea jej federacji z Bułgarią, której sprzeciwił się jednak Józef Stalin. Jugosławia rządzona przez komunistów z Josipem Brozem Titą na czele, formalnie była federacją od początku, a od lat 60. XX wieku coraz więcej faktycznych kompetencji uzyskiwały poszczególne republiki związkowe państwa, faktycznie zmierzając w kierunku federalizmu, co podkreślała konstytucja z 1974 roku.
Upadek jugoslawizmu nastąpił w końcu XX wieku. W 1980 roku zmarł Tito. Kryzys gospodarczy w latach 80. spowodował odchodzenie od idei jugosłowiańskiej szczególnie w bardziej rozwiniętych gospodarczo częściach państwa – Słowenii i Chorwacji. Zwolenników usamodzielnienia inspirowały też wydarzenia na świecie, zwłaszcza tendencje niepodległościowe poszczególnych narodów Związku Radzieckiego. Dążenia secesyjne wspierały też Niemcy. Efektem był rozpad Jugosławii zapoczątkowany ogłoszeniem secesji przez Słowenię i Chorwację w czerwcu 1991 roku, a zakończony wojną w Kosowie (1996–1999).